# Freya Tingley
Freya Tingley est une actrice australienne, née le 26 mars 1994 à Perth, Australie.

## Filmographie

### Cinéma
- 2009 : Bootleg (Court-métrage) : Sarah
- 2010 : Light as a Feather (Court-métrage) : Sophie
- 2011 : X : Cindy
- 2011 : Beneath the Waves (Court-métrage) : Eleanor
- 2012 : Sticks and Stones (Court-métrage) : Zoe
- 2014 : Duels : London
- 2014 : Jersey Boys : Francine
- 2017 : Méfiez-vous de la baby-sitter (The Wrong Nanny) : Blake
- 2018 : Spinning Man : Mary
- 2018 : The Sonata : Rose Fisher
- 2018 : Year of the Detectives : Nic O'Connell

### Télévision
- 2011 : Cloudstreet (Série TV) : Hat Lamb
- 2013 : Hemlock Grove (Série TV) : Christina Wendall
- 2013 : Once Upon a Time (Série TV) : Wendy Darling
- 2014 : La Vie en jeu (The Choking Game) (Téléfilm) : Taryn
- 2014 : R.L. Stine's The Haunting Hour (Série TV) : Karen
- 2016 : The Wilding (Téléfilm) : Gaby Reddings